# 马丁·海雷尔
马丁·海雷尔（德語：Martin Hairer，1975年11月14日—），奥地利数学家。其主要研究领域是随机分析，尤其是随机偏微分方程。

## 生平
他早年就读于日内瓦大学，2001年获博士学位。他现在是华威大学教授，之前曾任纽约大学教职。2014年，他获得菲尔兹奖。

## 荣誉

### 外国勋章奖章
- 大英帝国爵级司令勋章（英国，2016年颁发[7]）